# Novo Brdo (gmina)
Novo Brdo (srb. Општина Ново Брдо, Opština Novo Brdo, alb. Komuna e Novobërdës, Artana) – gmina w Kosowie, w regionie Gnjilane. Jej powierzchnia wynosi 204 km². Według spisu powszechnego zamieszkana przez 6729 osób, szacowana populacja w roku 2020 to 7121 osób. Jako gmina z dużą populacją serbską, Novo Brdo miało należeć do postulowanej Wspólnoty Gmin Serbskich.
Według spisu z 1991 roku gminę zamieszkiwało 1845 kosowskich Albańczyków, 2666 kosowskich Serbów i 14 kosowskich Czarnogórców. W 2018 roku było to 3524 Albańczyków, 3122 Serbów i 83 pozostałych.
W gminie znajdują się kopalnie cynku i ołowiu Kišnica i Novo Brdo.